# Kabaağaç, Havsa
Kabaağaç là một xã thuộc huyện Havsa, tỉnh Edirne, Thổ Nhĩ Kỳ. Dân số thời điểm năm 2011 là 244 người.